# Öster
För andra betydelser, se Öster (olika betydelser).
|  | Wiktionary har en ordboksartikel om öster. |

Öster markerat på en kompassros.

Öster, öst eller ost är ett väderstreck som anger riktningen vinkelrätt till höger om norr.
Efter natt blir solen synlig först vid horisonten i öster. På norra halvklotet står solen rakt i söder klockan 12 på dagen, på södra halvklotet rakt i norr och försvinner på kvällen under horisonten i väster på både norra och södra halvklotet.

## Symbolisk innebörd
Öster har i flertalet religiösa föreställningar en positiv innebörd. I det forntida Egypten sågs öster som källan till all skapande kraft och i antikens Grekland vände man sig österut för att få hjälp av gudomliga krafter. En tradition inom kristendomen har varit att man begravt de döda skådande i riktning mot öster för att de skulle vara vända mot Kristus som på den yttersta dagen kommer från just det väderstrecket. Augustinus menade att bön bör utföras i riktning mot öster.

## Etymologi
Ordet "öster" är belagt i svenska språket sedan första halvan av 1400-talet. Ordet stammar från ett gemensamt germanskt ord och är släkt med ordet aurora (morgonrodnad).